# 卡頓伍德鎮區 (明尼蘇達州布朗縣)
卡頓伍德鎮區（英語：Cottonwood Township）是位於美國明尼蘇達州布朗縣的一個行政鎮區。

## 地方資料
卡頓伍德鎮區的面積為92.60平方千米，當中陸地面積為92.60平方千米，而水域面積為0.00平方千米。根據2020年美國人口普查的數據，當地共有人口856人，而人口密度為每平方千米9.24人。